# 캉캉 (영화)
캉캉(Can-Can)은 미국에서 제작된 월터 랭 감독의 1960년 영화이다. 프랭크 시나트라 등이 주연으로 출연하였다.

## 출연

### 주연
- 프랭크 시나트라
- 셜리 맥클레인

### 조연
- 모리스 슈발리에
- 루이 주르당
- 마르셀 달리오
- 레온 벨라스코
- 줄리엣 프로즈

## 제작진
- 원작자: 애비 버로우즈
- 미술: 라일 R. 휠러
- 미술: 잭 마틴 스미스
- 의상: 아이린 세러프
- Ass-PD: 사울 채플린